# Nippon Paper Cranes
Nippon Paper Cranes je hokejový tým z města Kuširo v Japonsku, který působí v Asijské hokejové lize. Klub byl založen jako Jūjō Papaer Kushiro Ice Hockey Club v roce 1949. Vyhrál hned první ročník Asijské hokejové ligy v sezoně 2003/2004. Vítězství si zopakoval ještě třikrát v sezoně 2006/2007, 2008/2009 a 2013/2014.

## Názvy týmu
- 1949 - Jūjō Papaer Kushiro Ice Hockey Club
- 1994 - Nippon Paper Cranes
- 2019 - East Hokkaido Cranes

## Úspěchy
Asijská hokejová liga - 2004, 2007, 2009, 2014
Mistrovství celého Japonska v ledním hokeji - 2022